# Ophiomyia rapta
Ophiomyia rapta är en tvåvingeart som beskrevs av Friedrich Georg Hendel 1931. Ophiomyia rapta ingår i släktet Ophiomyia och familjen minerarflugor.
Artens utbredningsområde är Italien. Inga underarter finns listade i Catalogue of Life.